# Sirotka
Sirotka je tekoč stranski proizvod, ki nastane pri predelavi mleka v sir. Poznamo sladko in kislo sirotko.
Že pred davnimi stoletji je v Evropi sirotka veljala za zdravilno pijačo. Danes se večinoma uporablja kot krma za živali, kot aditiv (mdr. pri peki, kjer močno izboljšuje kakovost testa) oz. kot začimbni dodatek nekaterim jedem.
V alpskih deželah (z izjemo Slovenije) je sirotka še vedno dokaj pogosta in priljubljena osvežilna oz. zdravilna pijača, v zadnjih letih pa postaja bolj priljubljena tudi širše po svetu.
V športni prehrani izdelujejo iz sirotke vrsto prehranskih dopolnil, saj vsebuje večinoma beljakovine, ki se razmeroma hitro vsrkajo v organizem. Prav zato so sirotkini proteini pomemben del prehrane v bodibildingu in pri ostalih športih, ki zahtevajo moč, pri čemer je treba poudariti, da je alergična reakcija ljudi na sirotko dokaj pogost pojav.

## Zanimivosti
V Sloveniji sirarska industrija vsako leto zavrže (večinoma v kanalizacijo) najmanj 150.000 ton sirotke in pinjenca.

## Fiziološki učinki

### Vpliv na mišično hipertrofijo
Vedno več dokazov podpira zaključek, da jemanje beljakovin po treningu za moč povzroča večjo mišično hipertrofijo. Nedavna raziskovanja kažejo, da so določeni tipi beljakovin, kot so sirotkine beljakovine, ki so hitro prebavljive ter vsebujejo dosti levcina, bolj učinkoviti pri stimulaciji sinteze mišičnih beljakovin. Redno uživanje tega tipa beljakovin po vadbi povzroča večjo mišično hipertrofijo. Sirotkine beljakovine ali beljakovine na osnovi mleka so bolj učinkovite kot izoenergični ogljikovi hidrati in sojine beljakovine v spodbujanju mišične hipertrofije. Se pravi, da uživanje sirotkinih beljakovin po treningu za moč spodbuja sintezo mišičnih beljakovin, prirast mišičnih beljakovin in navsezadnje mišično hipertrofijo.

### Vpliv na fizično in kognitivno zmogljivost
V študiji so preučevali povečanje fizične in kognitivne zmogljivosti pri ljudeh, katerih prehrano so dopolnili s sirotkinimi beljakovinami in levcinom. Pri raziskavi je sodelovalo 30 zmerno telesno zmogljivih udeležencev, ki so jih razdelili v dve skupini. Ena skupina je 8 tednov dobivala dodatek sirotkinih beljakovin in levcina, druga pa placebo. Obe skupini sta izvedli test za preizkus telesnih zmogljivosti pri zračnih silah (Air Force fitness test) pred poskusom in po 8 tednih. Skupina, ki je dobivala dodatek sirotkinih beljakovin in levcina, je bistveno uspešneje delala potiske na klopi (bench-press) in sklece. Pri tej skupini so opazili tudi bistveno povečanje celotne telesne mase, brezmaščobne mase in puste telesne mase. Razlike med skupinama pa ni bilo pri trebušnjakih, pri zgibi, pri teku na tri milje in pri zaznavanju. Tako so prišli do zaključka, da jemanje sirotkinih beljakovin in levcina pomaga pri povečanju moči zgornjega dela telesa in/ali puste telesne mase.

### Vpliv na lipidno in beljakovinsko oksidacijo in telesno težo
Pri treningu za moč (dvigovanje uteži) pride do porasta oksidativnih produktov v plazmi. Ker je za komponente diete znano, da izboljšajo antioksidativno obrambo, so na podganah preizkušali učinek sirotkinih beljakovin. Študije so pokazale, da uživanje sirotkinih beljakovin izboljšuje antioksidativno obrambo, kar pripomore do zmanjšanja lipidne in beljakovinske oksidacije ter pri podganah, ki so v programu imele trening za moč, poveča telesno in mišično težo.

### Vpliv na ledvične, kostne in metabolne parametre
Raziskava je bila izvedena na podganah. Podgane so bile razdeljene v tri skupine: ena skupina je dobivala normalno količino beljakovin, preostali dve pa sta imeli visokobeljakovinsko dieto, s tem da je ena skupina izvajala trening za moč, druga pa ne. Diete so bile bazirane na komercialni hidrozilirani sirotkini beljakovini. Rezultati so pokazali, da je pri podganah, ki so prejemale visokobeljakovinska hranila in izvajale trening za moč, imelo to velik vpliv na vnos hrane, telesno težo in telesno sestavo ter tudi na holesterol, HDL in TAG v plazmi. Vnos visokobeljakovinskih hranil je povzročil precejšnje povečanje teže ledvic, urinskega volumna in kislosti ter tudi povečanje v urinarni ekskreciji kalcija z vzporedno zmanjšano urinarno ekskrecijo citrata. Diete so bile brez škodljivega učinka na mineralizacijo kosti. Tako so povzeli, da visokobeljakovinska dieta vpliva na spremembe v zdravstvenem stanju ledvic ter na nekatere metabolne parametre, nima pa vpliva na kosti. Izkazalo pa se je, da ima trening za moč protektivno vlogo pri spremembi v zdravstvenem stanju ledvic ter nekaterih metabolnih parametrov, kot je TAG v plazmi.